# Biosorption
Die Biosorption beschreibt die Anreicherung bestimmter Stoffe (z. B. Schwermetalle oder Radionuklide) an bzw. in biologischem Material, zum Beispiel Algen, Bakterien, Hefen, Lignine, Cellulosen, Alginate und viele andere mehr. Die Sorption kann hierbei rein passiv vonstattengehen, oder auch die Folge einer aktiven Aufnahme sein, die Stoffe können sowohl unverändert, als auch metabolisiert vorliegen. Biosorption wird unter anderem genutzt, um Schwermetalle aus Abwässern zu isolieren.

## Definition
Der Begriff Biosorption weist einen mehrdimensionalen Charakter auf, seine Definition ist schwierig und er hat sich in den letzten Jahrzehnten aufgrund der Vielfalt der Mechanismen, die zum Gesamtprozess beitragen, in Abhängigkeit vom Sorbat und dem Biosorbens, von den Umweltbedingungen und von den Stoffwechselvorgängen im Falle lebender Organismen weiterentwickelt. Entsprechende Systeme, die schwermetallhaltige Abwässer mit Hilfe von Mikroorganismen reinigen, werden als Bioabsorber bezeichnet.

## Geschichte
Die Verwendung von Mikroben zur Anreicherung von Schwermetallen wurde im frühen 18. und 19. Jahrhundert beobachtet. Die früheste technische Anwendung von Biosorptionstechniken waren die Abwasser- und Abfallbehandlung. Die erste quantitative Studie zur Kupferbiosorption durch Pilzsporen von Tilletia tritici und Ustilago crameri wurde von L. Hecke im Jahr 1902 durchgeführt. Ähnliche Studien wurden auch von F. Pichler und A. Wobler im Jahr 1922 veröffentlicht, in denen die Aufnahme von Silber, Kupfer, Cer und Quecksilber durch Maisabfall bewertet wurde. Der erste Artikel über Biosorption wurde 1951 veröffentlicht.

## Ausmaß
Das Ausmaß der Biosorption eines bestimmten Schwermetalls in einem Organismus gegenüber dem Wasser, welches das Schwermetall enthält, (also die Biokonzentration) wird durch den sogenannten Biokonzentrierungsfaktor (BCF) beschrieben. Je nach Art des Mikroorganismus und Metalls kann der BCF zwischen 102 und 105 liegen. So sind Anreicherungen von mehreren Zehnerpotenzen – insbesondere von Radionukliden – möglich. Ein Beispiel ist der Pilz Rhizopus arrhizus, welcher etwa 200 mg Uran oder Thorium pro g Trockensubstanz bindet. Die Unterschiede sind sowohl zwischen verschiedenen Mikroorganismen als auch in der Sorptionskapazität eines bestimmten Mikroorganismus für unterschiedliche Metalle beträchtlich. Besonders effektiv ist die Biosorption bei niedrigen Schwermetallkonzentrationen (ppb – ppm, entsprechend pg/l – mg/l), bei denen physikalisch-chemische Verfahren versagen oder zumindest kostenintensiv sind. Die Biosorption der Schwermetalle ist im Allgemeinen reversibel, z. B. durch Zugabe von Komplexbildnern; es sind also mehrfach regenerierbare Bioabsorber realisierbar. Biomasse des Cyanobakteriums Spirulina platensis kann effizient als Biosorbens zur Entfernung von Rhenium aus Industrieabwässern eingesetzt werden.
Von Bedeutung ist die Resistenz der Mikroorganismen gegenüber den meist toxischen Schwermetallen. Sie ist meist genetisch bedingt und wird durch Plasmide kontrolliert.

## Mechanismen
Für die Biosorption sind wenigstens zwei Mechanismen verantwortlich:
1. Die Bindung der positiv geladenen Metall-Ionen an negativ geladene Gruppen der Oberfläche von Mikroorganismen. Dieser Prozess wird durch verschiedene chemische und physikalische Faktoren beeinflusst. In ähnlicher Weise können oberflächenaktive Polymere (z. B. von marinen Pseudomonas-Arten, genutzt zur Gewinnung von Cobalt, Nickel, Zink usw.) oder andere von Mikroorganismen ausgeschiedene Verbindungen (z. B. Emulsan aus Acinetobacter calcoaceticus RAG-1, Bindung von Uran) mit Metallen Komplexbindungen bilden. Gold- und Platinmetalle können mit Hilfe C-heterotropher Mikroorganismen (Bakterien/Pilze) über organische Komplexverbindungen angereichert werden.[6]
2. Die Akkumulation der Metalle im Cytoplasma der Zellen. Dieser Vorgang wird nicht durch chemische oder physikalische Faktoren beeinflusst, ist aber von Stoffwechselprozessen (Membrantransport) abhängig und somit an intakte, lebende Zellen geknüpft.[6]

Eine Sonderform stellt die „Biopräzipitation“ dar. Darunter versteht man die biologisch bedingte Bildung von schwerlöslichen Niederschlagen. Ein wichtiges Beispiel ist die Sulfidfällung von Schwermetallen durch bakteriell gebildeten Schwefelwasserstoff. Anaerobe, sulfatreduzierende Bakterien, Z. B. Desulfovibrio desulfuricans, Desulfotomaculum-, Desulfobacter-, Desulfosarcina- und Desulfonema-Arten, benutzen Sulfat als terminalen Elektronenakzeptor ihres Energiestoffwechsels, bei dem organische Stoffe oder molekularer Wasserstoff als Edukte einfließen und wodurch Schwefelwasserstoff gebildet wird. Durch eine gezielte Herbeiführung dieser Desulfurikation, z. B. durch Zugabe von organischen Stoffen und/oder durch Herbeiführen anaerober Verhältnisse, können aus sogenannten „sauren Grubenwässern“ Schwermetalle entfernt werden und die Wässer so entgiftet werden.

## Belege
1. ↑  Shamim, Saba. (2018). Biosorption of Heavy Metals. doi:10.5772/intechopen.72099.
2. ↑  Filomena Costa and Teresa Tavares (July 18th 2018). Biosorption of Multicomponent Solutions: A State of the Art of the Understudy Case, Biosorption, Jan Derco and Branislav Vrana, IntechOpen, doi:10.5772/intechopen.72179.
3. 1 2 3  Franz-Josef Dreyhaupt: VDI-Lexikon Umwelttechnik. Springer-Verlag, 2013, ISBN 978-3-642-95750-5, S. 226 (eingeschränkte Vorschau in der Google-Buchsuche).
4. ↑  Arti Hansda, Vipin Kumar and Anshumali, 2015. Biosorption of Copper by Bacterial Adsorbents: A Review. Research Journal of Environmental Toxicology, 9: 45-58. doi:10.3923/rjet.2015.45.58
5. ↑  Jan Derco, Branislav Vrana: Biosorption. BoD – Books on Demand, 2018, ISBN 978-1-78923-472-5, S. 55 (books.google.de).
6. 1 2 3 4  Lexikon der Biochemie: Biosorption - Lexikon der Biochemie, abgerufen am 17. Juni 2020
7. ↑  Inga Zinicovscaia, Alexey Safonov, Irina Troshkina, Ludmila Demina, Konstantin German: Biosorption of Re(VII) from Batch Solutions and Industrial Effluents by Cyanobacteria Spirulina platensis. In: CLEAN – Soil, Air, Water. Band 46, Nr. 7, Juli 2018, ISSN 1863-0650, doi:10.1002/clen.201700576 (wiley.com [abgerufen am 8. Dezember 2023]).
8. ↑  Müfit Bahadir, Harun Parlar, Michael Spiteller: Springer Umweltlexikon. Springer-Verlag, 2013, ISBN 978-3-642-97335-2, S. 524 (eingeschränkte Vorschau in der Google-Buchsuche).